# Berend Miklós (gyermekgyógyász)
Berend Miklós, Nicolaus Berend (szül. Bleuer, Nagykálló, 1870. június 18. – Budapest, 1919. június 24.) magyar gyermekgyógyász, szakíró, egyetemi magántanár. Berend Miklósné (1881–1956) író, műfordító férje, Berend Miklós (1908–1944) belgyógyász édesapja.

## Élete
Anyja Láng Mária volt, természetes apja ismeretlen. 1877-ben Bleuer Miklós névátruházással örökbe fogadta. Orvosi tanulmányait Budapesten és Bécsben végezte, azután a Stefánia-gyermekkórház orvosa volt, majd hosszabb külföldi tanulmányútra ment állami ösztöndíjjal. 1893-ban az Eötvös szabadkőműves páholy felvette, de 5 év múltán törölte soraiból. 1904. november 20-án Budapesten a Ferencvárosban összeházasodott Kilényi Hugó és Spitzer Janka lányával, Kilényi Júliával. 1908-ban a gyermekgyógyászat egyetemi magántanára, majd egyszersmind a Fehérkereszt gyermekkórház főorvosa lett. Nagyszámú tudományos műveiből fontosabbak: 
- A csecsemőbetegségek orvoslása;
- A csecsemők mesterséges táplálkozásáról;
- A csecsemők gastroenteritiséről;
- A gyermekgyógyászat kompendiuma;
- A gyermekkorbeli diagnosztikus tuberkulin-kísérletekről;
- Újabb kutatások és alapelvek a csecsemőtáplálás terén;
- Az újszülöttek táplálásáról;
- Csecsemők védelme a tuberkulózissal szemben;
- Magyarország csecsemőhalálozási statisztikája és a gyermekvédelem, jövője;
- Magyarország csecsemővédelmi institúciói;
- A gyermekbetegségek therápiája;
- A csecsemők és újszülöttek betegségei és therápiája;
- Német és magyar anya- és csecsemővédelmi intézmények a háború alatt és azóta (1917).

1916-ban megjelentette I. világháborús harctéri emlékeit: Dr. Berend  Miklós  hadiönkénytes honvéd törzsorvos  Harctéri naplója,  Adatok a magyar honvédség, főkép az 5. h. huszárezred történetéből
Felesége férje halála után az Új Nemzedék, majd a Nemzeti Újság munkatársa lett. Figyelmet keltett Boszorkány című regényével 1922-ben.

## Halála
Berend a Magyarországi Tanácsköztársaság idején a Mária Valéria utcában lakott, amelyre a Szovjetház főbejárata nyílt. 1919. június 24-én Budapesten kitört a ludovikás ellenforradalom. E napon épp beteghez sietett, amikor meglátta a Dunán úszó nemzetiszínű lobogós monitorokat, mire izgalomba jött, visszarohant lakására, s magához vette pisztolyát és máig tisztázatlan okokból rengeteg pénzt: tizennégyezer kék és húsz-harmincezer fehér koronát. Otthon a Dunára mutatott az ablakon át, s feleségének lelkesen megjegyezte: "Nézd, feltámadt Magyarország!" Ezután lement az utcára, s az észak felé haladó hadihajóknak zsebkendőjével integetett, azt kiabálva: „Éljen Magyarország! Le a szovjettel! Le Kun Bélával!” A Vörös Őrség tagjai meghallották ezt, s ráparancsoltak: „Állj!” Berend látván a ráfogott pisztolyokat, a Petőfi tér felé kezdett futni, ám mikor üldözőire hátrapillantott, egy oszlopnak ütközött. A földre esett, felszökkent, s tovább menekült volna, ám ekkor egyszerre négy irányból tüzeltek rá. Eltalálták, mire elvágódott a betonon. Megpróbált fölegyenesedni, ám nem sikerült, ekkor a Türr István utca irányából egy nyitott autón megjelent Cserny József, és kísérője Schőn Béla. Schőn Cserny biztatására csőre töltött fegyverrel ugrott ki a kocsiból, Berendhez lendült és háromszor belelőtt, mire az holtan terült el az aszfalton. Schőn a vértócsából kiemelte Berend pisztolyát, majd otthagyták a hullát. Sötétedéskor négyen – Weisz József, Lőbl Mór, Rosen Antal és Trailla György – visszatértek a holttesthez, s kifosztották azt: elvitték aranyóráját, aranyláncát, sétapálcáját, pénzét, Lőbl Mór pedig még a cipőjét is. Ezt követően négyen megfogták a hullát, majd a Dunába dobták.